# Elena Ceaușescu
Elena Ceaușescu (sz. Lenuta Petrescu, Petrești, Románia, 1916. január 7. – Târgoviște, 1989. december 25.) Nicolae Ceaușescu egykori román államfő felesége, első miniszterelnök-helyettes.

## Fiatalkora
Lenuta Petrescu néven született Ilfov megye Balotești községének Petrești nevű falvában. Apja földműves volt. Az általános iskolában igen rosszul tanult, egyik évben például mindenből megbuktatták, kivéve tornából és kézimunkából. Egyik évben teljesen kimaradt az iskolából. Végül tanulmányait a 4. osztály után befejezte, majd a bátyjával Bukarestbe költözött, ahol egy textilgyárban, majd laborasszisztensként dolgozott.
1937-ben csatlakozott a Román Kommunista Párthoz. Itt találkozott 1939-ben Nicolae Ceaușescuval, akivel 1947. december 23-án összeházasodtak. Házasságukból három gyerekük született, Valentin Ceaușescu (1948–), Zoia Ceaușescu (1949–2006) és Nicu Ceaușescu (1951–1996).

## Férje uralma alatt
Középfokú iskolai végzettsége nem volt, mégis az 1950-es évek végén felnőttoktatáson vett részt a Bukaresti Egyetemen. Innen egy csalással letett vizsga miatt kiutasították. 1960-ban mégis kémiai PhD-t szerzett. Több nyugati egyetem díszdoktorrá avatta a polimerkutatásokban elért állítólagos eredményeiért.
Férjéhez hasonlóan gyakorlatilag teljhatalma volt. Ő és Nicolae elválaszthatatlanok voltak mindenben, így Elena is kivette részét a diktatúrában, az elnyomásban és az ország kisemmizésében, illetve a mérhetetlen vagyongyarapításban. Férjét valószínűleg őszintén szerette, a végsőkig kitartott mellette.
Semmilyen tekintetben nem tartóztatta meg magát, élvezte a jólétet, a luxust, a pénzt, a drága vagyontárgyakat. Férjéhez hasonlóan paranoid alkat volt, összeesküvéstől, merénylettől tartott. Igyekezett magáévá tenni férje személyi kultuszát, önmagát a román nép legszeretettebb lányának, a román nemzet anyjának nevezte ki, akit minden román feltétel nélkül imád. Mások iránt általában nem mutatott különösebb tiszteletet, még a közelálló politikai vezetőket és barátokat is gyakran mélységesen lenézte.
Politikai hatalmával rendre visszaélt, bármibe beleszólhatott, még a törvényhozásba is. A Securitate éppúgy követte az ő, miként a férje utasításait. Saját gyerekeit is a titkosszolgálattal figyeltette, amikor úgy látta, hogy bennük sem bízhat meg. Parancsára a Securitate olyan mértékű megfigyelést folytatott román politikusok vagy külföldi diplomaták ellen, hogy gyakran azok intim kapcsolatairól is felvételeket készítettek.
Szeszélyes és kiszámíthatatlan személyként apró botlásokra elképesztő türelmetlenséggel és dühvel reagált. A Snagovban található nyaralójuk közelében a parancsára ledózerolták a falvakat, hogy teljes legyen a csend. Fia alkoholizmusát pedig úgy igyekezett visszafogni, hogy bezáratta azokat az italboltokat, ahol megengedték fiának, hogy túl sokat igyon.

## Halála
1989. december 25-én az 1989-es romániai forradalom hevében sebtében felállított rögtönítélő katonai bíróság férjével együtt sortűz általi halálra ítélte. Az ítéletet gyorsított menetben azonnal végrehajtották. A filmfelvételek tanúsága szerint a leghevesebben ő tiltakozott az ítélet ellen, a katonáknak különböző érdemekre hivatkozott, így arra, hogy ő maga nevelte őket, addig férje némán, esetenként csak könnyeivel küszködve tűrte a végső procedurát.